# Stara Marča
Stara Marča is een plaats in de gemeente Kloštar Ivanić in de Kroatische provincie Zagreb. De plaats telt 151 inwoners (2001).